# Emmanuel Nadingar
Emmanuel Nadingar, né en 1951 à Bébédjia (Afrique-Équatoriale française), est un homme politique tchadien. Après avoir été ministre de la Défense, du Pétrole puis de la Décentralisation, il est Premier ministre du Tchad entre 2010 et 2013.

## Biographie
Né en 1951 à Bébédjia, Emmanuel Nadingar est titulaire d'un diplôme en comptabilité obtenu à l'université Marien-Ngouabi de Brazzaville.

### Carrière ministérielle
Au milieu des années 1990, il fonde le Parti national pour le relèvement et le développement. Le 14 août 2001, il entre au gouvernement en tant que secrétaire d'État à la Promotion économique et au Développement, puis est nommé secrétaire général adjoint du gouvernement en 2003,. Une fois entré au gouvernement, il fusionne son parti au sein Mouvement patriotique du salut (MPS), le parti du président Idriss Déby.
Nommé ministre de la Défense par intérim en 2004, il est principalement chargé de lutter contre la violence dans l'est du pays, près de la frontière soudanaise, provoquée par des milices janjawids affectées par le gouvernement soudanais pour combattre les rebelles au Darfour et qui effectuaient des raids sur le territoire tchadien. En mai 2004, il annonce que les forces armées tchadiennes ont refoulé des raids lancés par les janjawids lors de combats qui ont fait soixante morts chez les miliciens et un militaire et six civils tués côté tchadien,. À cette occasion, il exprime la frustration du gouvernement face à ces raids : « nous sommes dans une situation telle que nous craignons que notre patience puisse avoir des limites ». Outre cette préoccupation liée aux milices soudanaises, Emmanuel Nadingar se charge également de maintenir l'ordre au sein de l'armée nationale tchadienne, au sein de laquelle plusieurs militaires auraient demandé l'éviction d'Idriss Déby. Après une tentative de coup d'État militaire survenu le 16 mai 2004, il déclare que le gouvernement négocie avec les soldats rebelles qui tenaient la garnison de Gassi, dans l'est de N'Djaména, tout en minimisant les faits, expliquant que les soldats n'avaient pas réellement cherché à destituer le président mais avaient simplement manifesté leur mécontentement quant à la suspension du versement de leur solde. En réalité, la corruption avait conduit l'armée à faire figurer sur ses listes de paie des soldats inexistants, raison pour laquelle le gouvernement avait suspendu le versement de la solde des militaires pendant deux mois afin de corriger les listes. En dépit des propos apaisés de son ministre, Idriss Déby affirme le 19 mai que les soldats avaient bel et bien l'intention de l'assassiner.
Après cette expérience intérimaire, Emmanuel Nadingar est finalement nommé officiellement ministre de la Défense, des Anciens combattants et des Victimes de guerre le 23 juillet 2004. Il est ensuite successivement ministre du Pétrole puis ministre délégué à la Décentralisation de 2008 à 2010 dans le gouvernement de Youssouf Saleh Abbas.
Il est membre du Bureau politique du Mouvement patriotique du salut depuis 2010.

### Premier ministre
Youssouf Saleh Abbas ayant remis sa démission au président Idriss Déby le 5 mars 2010, celui-ci a immédiatement nommé Emmanuel Nadingar pour le remplacer. Certains commentateurs politiques ont interprété cette nomination à la lumière du fait qu'il est originaire de la même région que Ngarlejy Yorongar, un chef de file de l'opposition qu'Idriss Déby aurait voulu faire battre par son Premier ministre lors des élections législatives de 2011.
Faisant suite à la réélection d'Idriss Déby pour un quatrième mandat, il démissionne le 10 août 2011 mais est reconduit le 13 dans ses fonctions. Il quitte finalement ses fonctions le 21 janvier 2013 pour être remplacé par Joseph Djimrangar Dadnadji.
Son neveu Djerassem Le Bemadjiel, géologue et chargé de l'inspection pétrolière pour le président Idriss Déby, est plusieurs fois ministre de l’Énergie et du Pétrole,.